# Имуэс
Имуэс (исп. Imués) — город и муниципалитет на юго-западе Колумбии, на территории департамента Нариньо. Входит в состав провинции Ла-Сабана.

## История
Поселение, из которого позднее вырос город, было основано в 1572 году.

## Географическое положение

Муниципалитет Имуэс

Город расположен в юго-восточной части департамента, в горной местности Центральной Кордильеры, на расстоянии приблизительно 26 километров к юго-западу от города Пасто, административного центра департамента. Абсолютная высота — 2441 метр над уровнем моря.
Муниципалитет Имуэс граничит на севере с территорией муниципалитета Гуайтарилья, на западе — с муниципалитетом Тукеррес, на юго-западе — с муниципалитетом Оспина, на юге — с муниципалитетом Илес, на юго-востоке — с муниципалитетом Фунес, на северо-востоке — с муниципалитетом Якуанкер. Площадь муниципалитета составляет 86 км².

## Население
По данным Национального административного департамента статистики Колумбии, совокупная численность населения города и муниципалитета в 2015 году составляла 6236 человек.
Динамика численности населения муниципалитета по годам:
| 2005 | 2006 | 2007 | 2008 | 2009 | 2010 | 2011 | 2012 | 2013 | 2014 | 2015 |
| ---- | ---- | ---- | ---- | ---- | ---- | ---- | ---- | ---- | ---- | ---- |
| 7492 | 7354 | 7216 | 7094 | 6970 | 6848 | 6721 | 6598 | 6483 | 6357 | 6236 |

Согласно данным переписи 2005 года мужчины составляли 50 % от населения Имуэса, женщины — соответственно также 50 %. В расовом отношении белые и метисы составляли 85,7 % от населения города; индейцы — 14,2 %; негры, мулаты и райсальцы — 0,1 %.
Уровень грамотности среди всего населения составлял 90,2 %.

## Экономика
Основу экономики Имуэса составляет сельское хозяйство.
46,2 % от общего числа городских и муниципальных предприятий составляют предприятия сферы обслуживания, 44,1 % — предприятия торговой сферы, 9,1 % — промышленные предприятия, 0,6 % — предприятия иных отраслей экономики.

## Транспорт
Через город проходит национальное шоссе № 10 (исп. Ruta Nacional 10).